# José Antônio Pereira
José Antônio Pereira (Barbacena, 19 marzo 1825 – Campo Grande, 11 gennaio 1900) è stato un esploratore brasiliano, fondatore della città di Campo Grande.

## Il viaggio in Occidente
Nato nell'ex Arraial de Nossa Senhora da Piedade da Borda do Campo, ora Barbacena, era figlio di Manuel Antônio Pereira e Francisca de Jesus Pereira. Da giovane si trasferì a São João del-Rei, dove sposò Maria Carolina de Oliveira. In quel periodo si trasferì nuovamente nel villaggio di São Francisco das Chagas do Monte Alegre, sempre a Minas Gerais. Con la crescita della famiglia, la terra divenne scarsa e José Antônio dovette cercare nuove alternative. L'occupazione delle terre sfitte emerse come una soluzione.
Il 14 agosto 1875 José Antônio Pereira giunse nel luogo in cui aveva lasciato la sua fattoria. Ma al posto del custode che aveva lasciato, trova Manuel Vieira de Sousa (Manuel Olivério), un minatore d'argento, anch'egli attratto da quelle terre sfitte. Manuel Olivério esprime la sua intenzione di restituire le terre, ma José Antônio propone una partnership nelle attività da sviluppare. Presto diventano amici e le famiglie finiscono per riunirsi attraverso legami coniugali. Nasce la prima generazione di Campo Grande.